# Sigmops ebelingi
Espèce
Sigmops ebelingi est une espèce de poissons Stomiiformes du Pacifique Sud.

## Référence
- Grey, 1960 : A preliminary review of the family Gonostomatidae, with a key to the genera and the description of a new species from the tropical Pacific. Bulletin of the Museum of Comparative Zoology 122-2 pp 57-125. (Gonostoma ebelingi)